# Enargia fasciata
Enargia fasciata là một loài bướm đêm trong họ Noctuidae.